# Associação Desportiva Guarulhos
A Associação Desportiva Guarulhos é um clube brasileiro de futebol da cidade de Guarulhos, região metropolitana do estado de São Paulo. Foi fundado em 1º de fevereiro de 1964 e suas cores são azul e branco.

## História

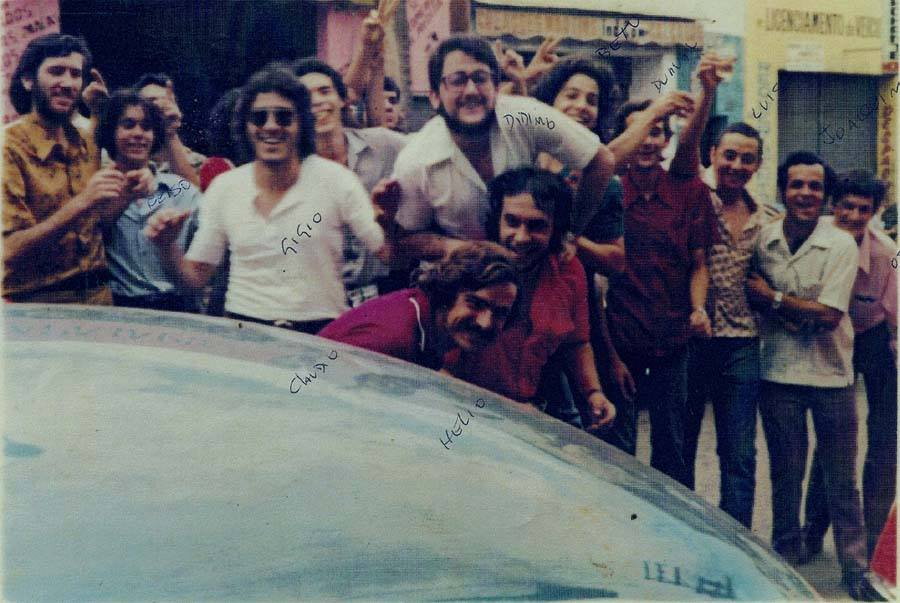
Membros e Torcedores da Vila das Palmeiras comemorando na sua sede a chegada da "Ata da Fundação" do clube no dia 1° de Dezembro de 1972

O clube foi fundado em 1º de fevereiro de 1964 com o nome de Associação Desportiva Vila das Palmeiras, em homenagem ao bairro onde foi fundado, e com as cores verde e branca. Antes de se profissionalizar, o time da Vila das Palmeiras participou de diversas competições amadoras na cidade, sendo um dos fundadores da Olimpíada Colegial Guarulhense e da Liga de Futebol de Salão de Guarulhos. Outros torneios da cidade como os Jogos da Primavera, organizados pela Prefeitura Municipal, também tiveram a participação da equipe, que foi campeã destes torneios em três oportunidades. Segundo alguns relatos históricos, o clube deu suas primeiras aparições nos campos de várzea da cidade no ano de 1957. Porém de 1964 a 1971, a equipe disputou diversos torneios de várzeas no município conquistando assim o respeito do futebol local. No ano de 1972, mais precisamente no dia 1° de dezembro, o clube enfim é registrado e tem sua ata de fundação, podendo assim disputar a Liga Municipal de Guarulhos, e passando a disputar o amadorismo de 1973 a 1980.
Em 1981, o clube se profissionalizou e começou a disputar as competições da Federação Paulista de Futebol. Sem apoio da cidade, e praticamente representando apenas um bairro, a equipe se solidifica e torna-se a mais consistente de Guarulhos a disputar o profissionalismo. No mesmo ano herdou a vaga da Associação Atlética Macêdo na FPF, ganhando o direito de disputar a Terceira Divisão (atual Série A3), obtendo em 25 jogos: 9 vitórias, 3 empates e 13 derrotas, terminando a competição no Grupo Vermelho com 21 pontos ganhos. O autor do primeiro gol do Time da Cidade em competições profissionais foi Abenaldo, na derrota por 2 a 1 diante do União Mogi, em jogo realizado no dia 14 de março de 1981 no Estádio Municipal Cícero Miranda. A primeira vitória em competições profissionais ocorreu no dia 28 de março de 1981 no Cícero Miranda diante do Jacareí Atlético Clube.

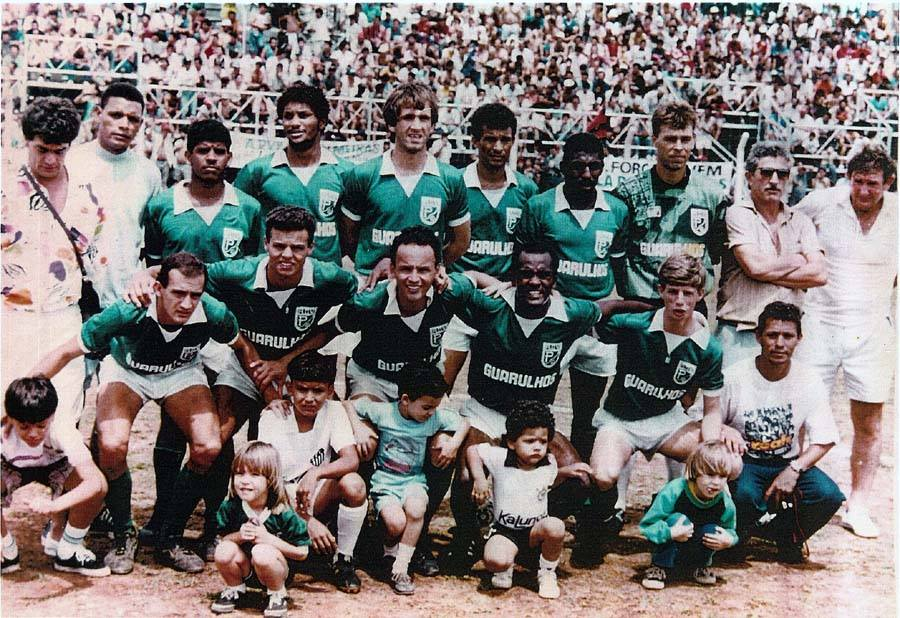
Equipe do Vila das Palmeiras antes da vitória de 1 a 0 sobre o Santos, em amistoso no Estádio Antônio Soares de Oliveira em 1991

Em 1993, o clube mudou o nome para Associação Desportiva Guarulhos, mudança essa realizada pela diretoria do clube com o objetivo de criar uma maior identificação com o município no qual a agremiação está situada, porém ainda mantendo as cores verde e branca. No ano seguinte passou a ostentar em sua camisa e escudo as cores da cidade: azul, vermelho e branco. A partir deste momento, as atenções da cidade se voltam para a equipe e ela passa a receber apoio oficial. Neste mesmo ano, realizou a melhor campanha em uma competição oficial ao chegar ao vice-campeonato da Série B1 (atual Segunda Divisão, quarta divisão paulista). Desde então, disputou as divisões de acesso do Campeonato Paulista todos os anos.
Tudo isso só foi possível com o crescimento e o fortalecimento da até então Associação Desportiva Vila das Palmeiras, que atravessou ininterruptamente as décadas de 1980 e 1990, representando condignamente o nome da grande cidade guarulhense. Em 2003, o clube foi rebaixado para a Série B2, a quinta divisão do futebol paulista. Em 2004, a equipe faz uma modesta campanha, sendo eliminada ainda na primeira fase da competição. Porém, com a extinção da Série B2 em 2005, o clube passou automaticamente a disputar a Segunda Divisão do Campeonato Paulista, o equivalente à quarta divisão.

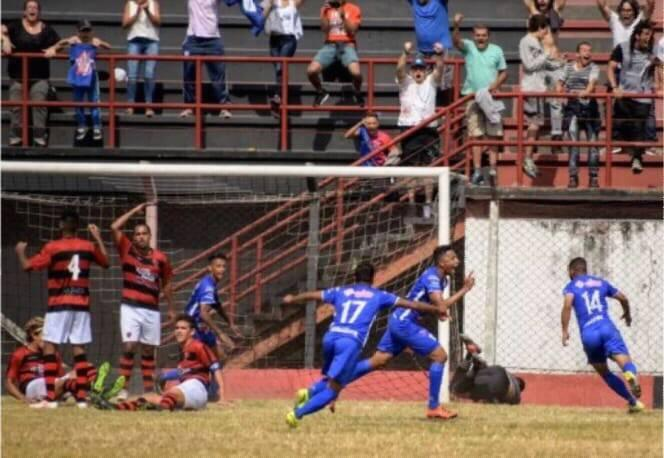
Gol épico de Adão no último lance do clássico Flamengo-SP 1x1 Guarulhos, em jogo válido pela Segunda Divisão de 2018.

O clube tem como alcunhas Time da Cidade, por carregar o nome e as cores do município no estatuto, uniformes e bandeiras, além de ser conhecido também como AD (siglas que significam Associação Desportiva), O Mais Querido, por ser o preferido da cidade pela identidade que carrega com seus moradores, e Guarulhão da Massa, que surgiu graças ao retorno do time na Copa São Paulo de Futebol Júnior de 2017, onde a equipe caiu no mesmo grupo que o rival Flamengo-SP e dividiu o mesmo estádio, o Antônio Soares de Oliveira, conhecido também como Tranquilão nos dias de jogos do Guarulhos. O setor visitante, que fora destinados aos torcedores do clube foram todos ocupados nos seus três jogos, com destaque para o clássico em que derrotou o rival por 2 a 1 de virada. Além do setor visitante que toda torcida guarulhense ocupou, a área da torcida mista (arquibancada central) foi ocupada por 80% de torcedores que declararam apoio ao Guarulhos. Após o término dessa partida, um grupo de visitantes impressionados com a torcida guarulhense e o clube apelidou o time de Guarulhão da Massa.
O Guarulhos em 2023 foi rebaixado para a quinta divisão após tomar duas goleadas de 7 a 0 contra o Ska Brasil na terceira e na quarta rodada, licenciando-se no ano seguinte.
Em 2025, foi confirmado que o Guarulhos irá jogar a Bezinha nesse ano junto com o Batatais, o Assisense e a Santacruzense, após a desistencia de 4 times (América, Atlético Mogi, Barcelona e Fernandópolis)

## Símbolos

### Escudo
| Evolução do Escudo da Associação Desportiva Guarulhos | Evolução do Escudo da Associação Desportiva Guarulhos | Evolução do Escudo da Associação Desportiva Guarulhos | Evolução do Escudo da Associação Desportiva Guarulhos | Evolução do Escudo da Associação Desportiva Guarulhos | Evolução do Escudo da Associação Desportiva Guarulhos | Evolução do Escudo da Associação Desportiva Guarulhos | Evolução do Escudo da Associação Desportiva Guarulhos |
| ----------------------------------------------------- | ----------------------------------------------------- | ----------------------------------------------------- | ----------------------------------------------------- | ----------------------------------------------------- | ----------------------------------------------------- | ----------------------------------------------------- | ----------------------------------------------------- |

### Mascote
Em alusão aos primeiros povos da cidade de Guarulhos, o mascote oficial do clube é o índio, também conhecido como "Índio da Metropolitana".

## Torcida
O Guarulhos conta com milhares de torcedores e simpatizantes fiéis ao clube em toda cidade, tendo duas torcidas organizadas: a Torcida Inferno Azul Guarulhos que anda afastada nos jogos do clube, a Força Jovem Antifascista AD Guarulhos que paralisaram suas atividades em Janeiro/2019 e fundaram a torcida Chopp "Velha Guarda Maromomi" no mesmo período.

### Torcida Inferno Azul Guarulhos (Afastada)
Criada no inicio de 2018 no Vale dos Machado, a Torcida Inferno Azul é a mais próxima da administração do presidente Ricardo Agea. Sempre presente no Estádio Tranquilão, possui o estilo das grandes organizadas dos grandes clubes brasileiros, tendo a capacidade de mobilizar torcedores do clube em suas caravanas. Na Segunda Fase da Copa São Paulo de Futebol Júnior de 2018, em jogo contra o Grêmio realizado no Estádio Municipal Francisco Ribeiro Nogueira (o Nogueirão), a organizada foi a grande responsável pela invasão histórica da torcida guarulhense em caravana de Guarulhos a Mogi das Cruzes.

### Força Jovem Antifascista AD Guarulhos (Extinta)
Fundada por um grupo de amigos professores e estudantes no dia 7 de julho de 2007, a Força Jovem Antifascista AD Guarulhos é a mais antiga organizada do clube, conhecida também como FJAD. Há mais de uma década é responsável por manter viva a chama da torcida e de sua renovação, sendo responsáveis por criar a conta oficial do clube no Facebook e no Instagram no inicio da década de 2010. Uma torcida cujo lema é Paz entre as Torcidas e Guerra contra o Sistema, é pacífica e engajada nos assuntos políticos e sociais da cidade, do estado e do país. No dia 6 de Janeiro de 2020, em sua página oficial do Facebook, a torcida anunciou o fim das suas atividades como "organizada". Dias depois membros da mesma fundaram a torcida Chopp "Velha Guarda Maromomi".

## Rivalidades

### Derby Guarulhense
Possui como maior rival o outro clube da cidade: o Flamengo-SP.

### Outras rivalidades
Além do rival municípal, o Guarulhos também rivaliza com equipes da Região da Grande São Paulo, como União Mogi, Atletico Mogi e Joseense.

## Campanhas de destaque
| DESTAQUES                      | DESTAQUES           |
| Competição                     | Resultados          |
| ------------------------------ | ------------------- |
| Campeonato Paulista - Série A4 | Vice-campeão (1994) |

## Estatísticas

### Participações
| Aumento | Promovido à divisão superior  |
| Baixa   | Rebaixado à divisão inferior  |
| Inativo | Licenciamento no ano seguinte |

|  | Participações em 2025 |

| Competição | Competição                            | Temporadas | Melhor campanha     | Anos                             | A | R |
| São Paulo  | Campeonato Paulista - Série A3        | 10         | Sem dados           | 1981-1987* e 1991-1993*          | – | ? |
| São Paulo  | Campeonato Paulista - Série A4        | 32         | Vice-campeão (1994) | 1988-1990, 1994-2003 e 2005-2023 | ? | 2 |
| São Paulo  | Campeonato Paulista - Segunda Divisão | 2          | 7º colocado (2025)  | 2004 e 2025                      | – |   |

- A equipe disputou a competição durante esse período sob o nome de Associação Desportiva Vila das Palmeiras

### Últimas dez temporadas
Legenda:
| Campeão Vice-campeão Eliminado nas semifinais | Campeão e promovido à divisão superior Vice-campeão e/ou promovido à divisão superior Rebaixado à divisão inferior | Classificado à fase de grupos da Copa Libertadores Classificado à fase preliminar da Copa Libertadores Classificado à Copa Sul-Americana |

## Categorias de base

### Títulos da base
| MUNICIPAIS / REGIONAIS | MUNICIPAIS / REGIONAIS   | MUNICIPAIS / REGIONAIS | MUNICIPAIS / REGIONAIS |
|                        | Competição               | Títulos                | Temporadas             |
| ---------------------- | ------------------------ | ---------------------- | ---------------------- |
|                        | Taça Condemat - (Sub-19) | 1                      | 2018                   |
| TOTAL                  |                          |                        |                        |
|                        | Competição               | Títulos                | Temporadas             |
|                        | Títulos oficiais         | 1                      | 1 Municipal / Regional |